# Marco Brugnerotto
Marco Brugnerotto (Dolo, 16 octobre 1977) est un homme politique italien.

## Biographie
En 2013, il est élu député de la circonscription Vénétie 1 pour le Mouvement 5 étoiles.